# レベリオン・レーシング
レベリオン・レーシング（Rebellion Racing）はスイスのレーシングコンストラクター。2008年には時計の高級ブランド「レベリオン」を設立している。

## 歴史

### 初期

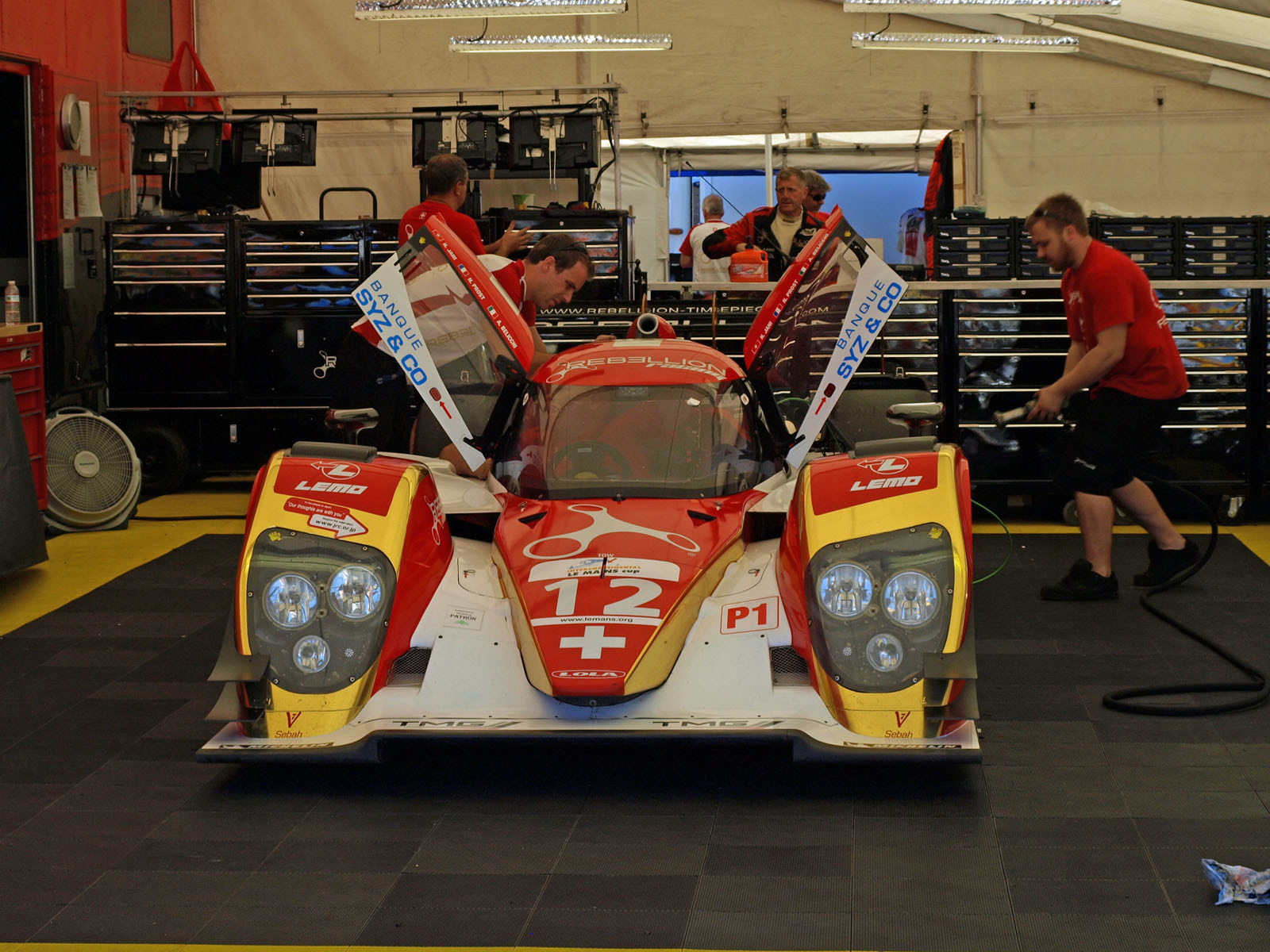
ローラB10/60・トヨタ（2011年）

2007年よりル・マン・シリーズのGT2クラスに参戦を開始し、ランキング5位に入った。2008年にはLMP2クラス、2010年にはLMP1クラスへとステップアップしている。
2011年よりTMG（トヨタ・モータースポーツ）がLMP1エンジン（RV8K-LM・V8自然吸気）供給をするという形でパートナーシップを結び、2010年の10月にポルトガルのポルティアモとスペインのモンテブランコでレベリオンとTMGが集いテスト走行を行った。シャーシはローラ・B10/60である。この時点でのドライバーはニール・ジャニ/ニコラ・プロストとアンドレア・ベリチッチ/ジャン＝クリストフ・ブイヨンであった。
ル・マン24時間レースでは12号車のニコラス・プロスト/ニール・ジャニ/ジェロエン・ブリークモレンが予選で8位、決勝では6位フィニッシュを記録し、ガソリン車ではトップのフィニッシュとなった。13号車のアンドレア・ベリチッチ/ジャン＝クリストフ・ブイヨン/ガイ・スミスは190週目でリタイアを喫した。しかし同年のル・マンシリーズでは1点差でLMP1クラスチーム王者に輝いている。
またインターコンチネンタル・ル・マン・カップの、珠海国際サーキットで行われた珠海6時間レースでは劇的なレースを展開する。ニール・ジャニ/ニコラス・プロストのマシンはレース序盤にアラン・マクニッシュの駆るアウディ・R18と接触し、ボディ全体を取りかえるために予定外のピット作業を敢行しなければならなかった。そこからインターコンチネンタル・ル・マン・カップのLMP1クラスでのランキング3位を保持するために必要なポイントが獲得できる4位まで追い上げてフィニッシュした。そして見事、ディーゼル・ターボのプジョーとアウディに次ぐシリーズ3位の座をものにした。

### WEC参戦

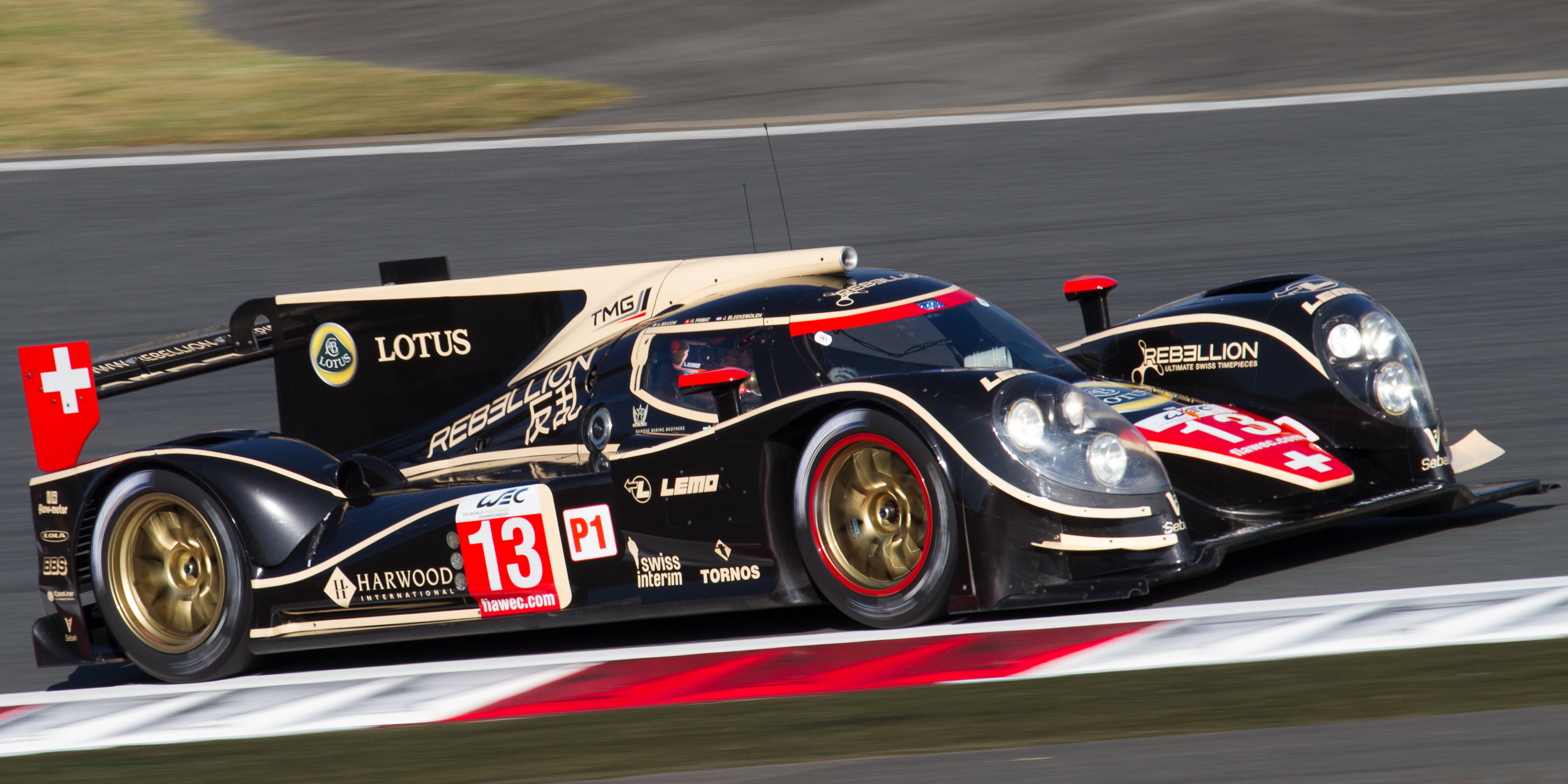
ロータス・トヨタ（2012年）

2012年2月1日にニック・ハイドフェルドがドライバーラインナップに加わり、同年開幕のFIA 世界耐久選手権(WEC)に参戦することが発表された。またロータスがスポンサーにつくことが発表され、エントリー名はロータス・レベリオン・レーシングとなった。セブリング12時間レースで12号車のニコラス・プロスト/ニック・ハイドフェルド/ニール・ジャニが3位表彰台を獲得した。また同年プチ・ル・マンにも参戦、総合優勝を収めている。

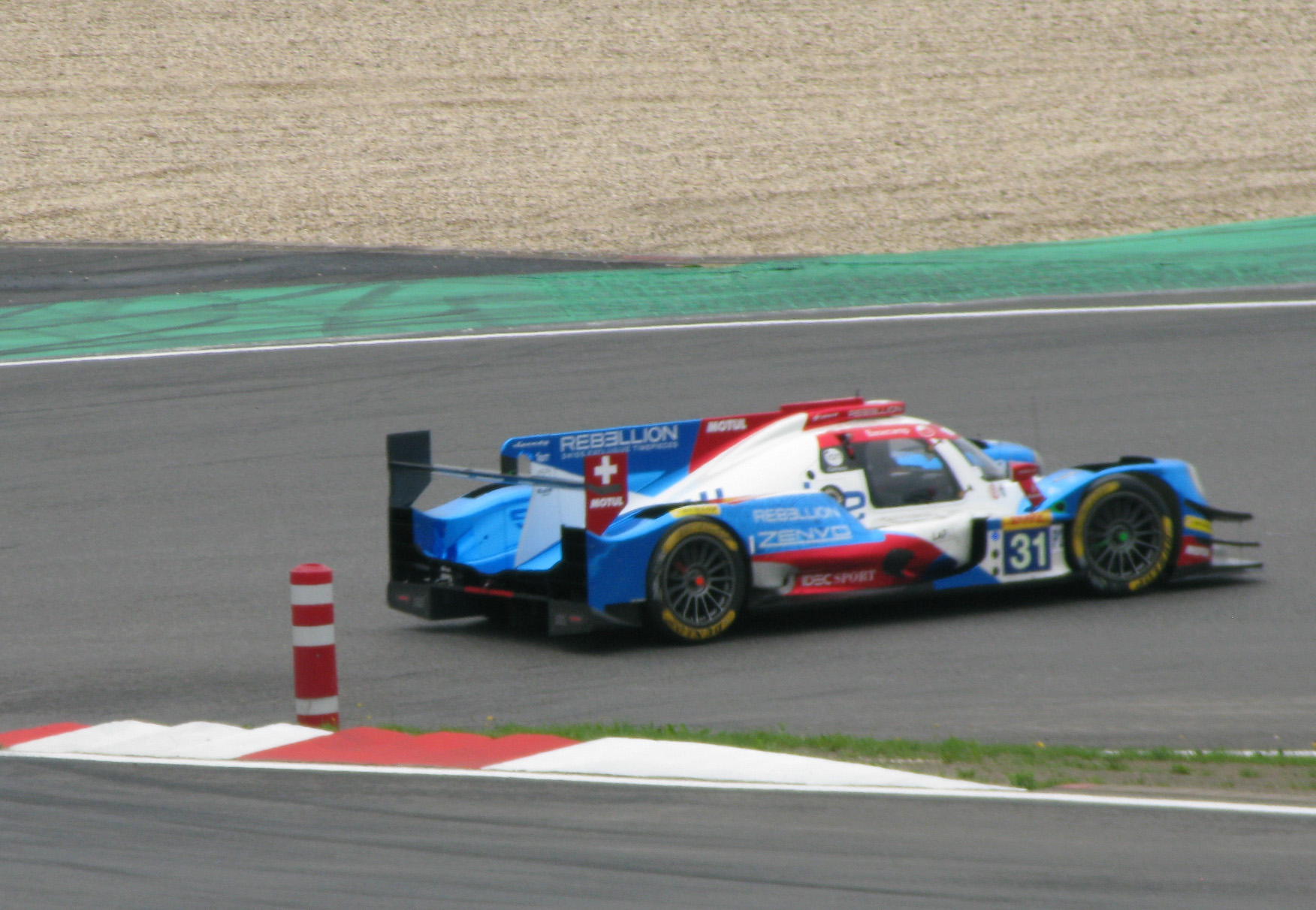
オレカ 07・ギブソン 31号車（2017年）

2014年にロータスとの2年間の契約が終了し、新規にレベリオン・レーシングとしてFIA 世界耐久選手権(WEC)にプライベーターとしてLMP1-Lのクラスに参戦。初戦は前年と同じローラ・B12/60を使うが、第2戦からはフランスのコンストラクターであるオレカと共同開発した新型車両のレベリオン・R-Oneを投入した。ワークスハイブリッド勢の競争が激化したことで、ライバルがバイコレスのみという状態ではあったが、3年間稀少なプライベーターとしてLMP1に2台体制で参戦し続けた。なお2015年にはエンジンをトヨタからAER製の2.4LV6ツインターボに変更している。

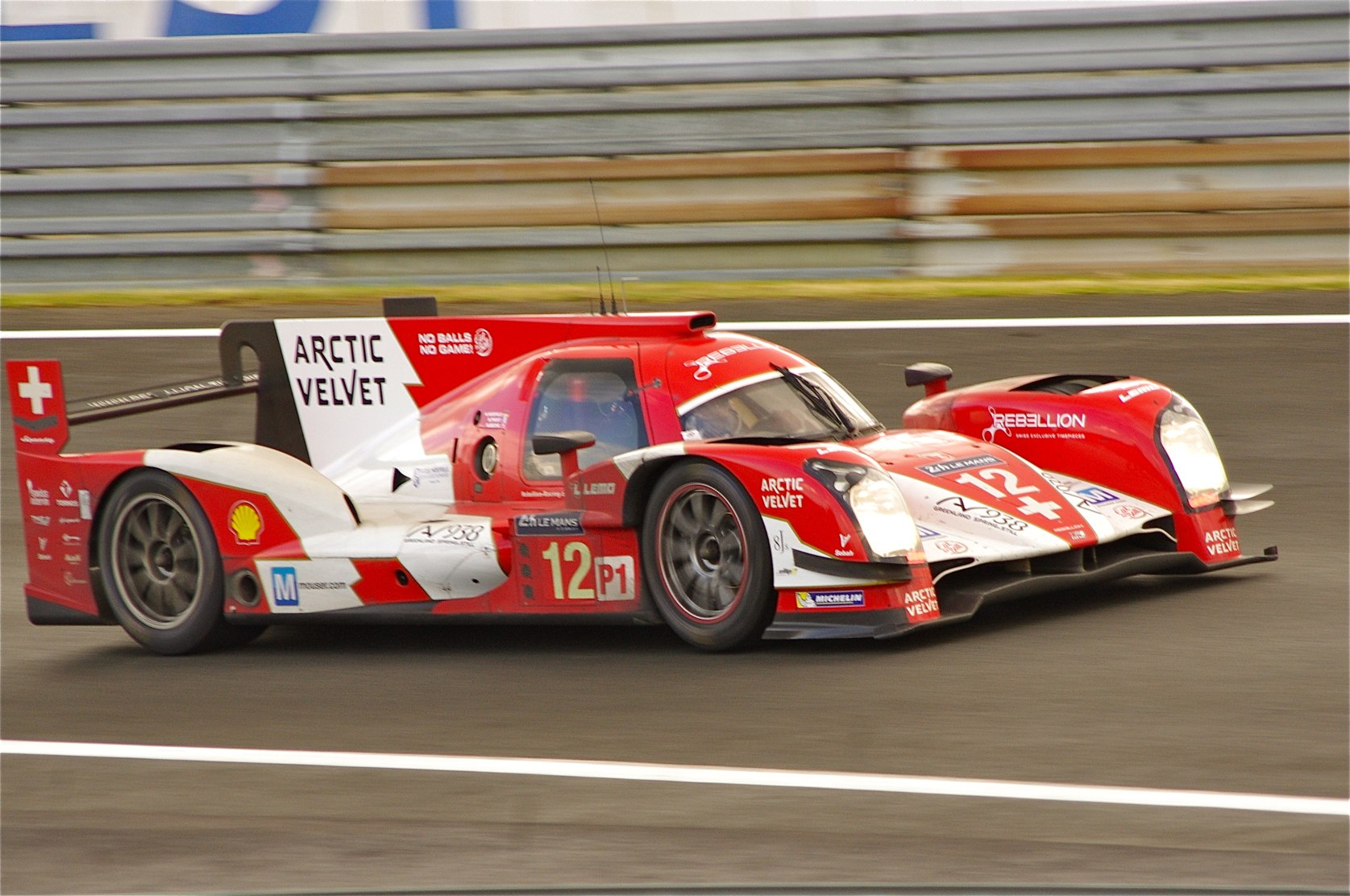
レベリオン・R-One（2014年）

2017年は競争を求めてLMP2にステップダウン。2台体制での参戦で、シャーシはオレカ・07。ル・マンでは優勝できなかったものの、シリーズでは前年圧倒的な強さを誇っていたシグナテック・アルピーヌ・マットムートや、最終戦までチャンピオン争いを繰り広げたジャッキー・チェン・DCレーシングを打ち破り、チャンピオンとなった。

2018年はLMPのワークスがトヨタ1社となり、プライベーターにも有利なレギュレーションとなったため、他の多数のプライベーターたちと共にLMP1に2台体制(1号車と3号車)で復帰する。ドライバーは1号車がニール・ジャニ、アンドレ・ロッテラー、ブルーノ・セナ。3号車がグスタヴォ・メネゼス、トーマス・ローラン、マティアス・ベシェの計6名。マシンはR-One同様オレカとの共同開発のレベリオン・R13、エンジンはギブソン製・GL458を搭載する。2018年4月にはTVRとの提携を発表した。シーズンの多くはトヨタ勢の後塵を拝したが、トヨタ・TS050 HYBRIDの2台がチェッカー後に失格となったシルバーストンで、繰り上がりではあるが3号車(メネゼス/ローラン/ベシェ組)がシーズン初優勝を果たした。

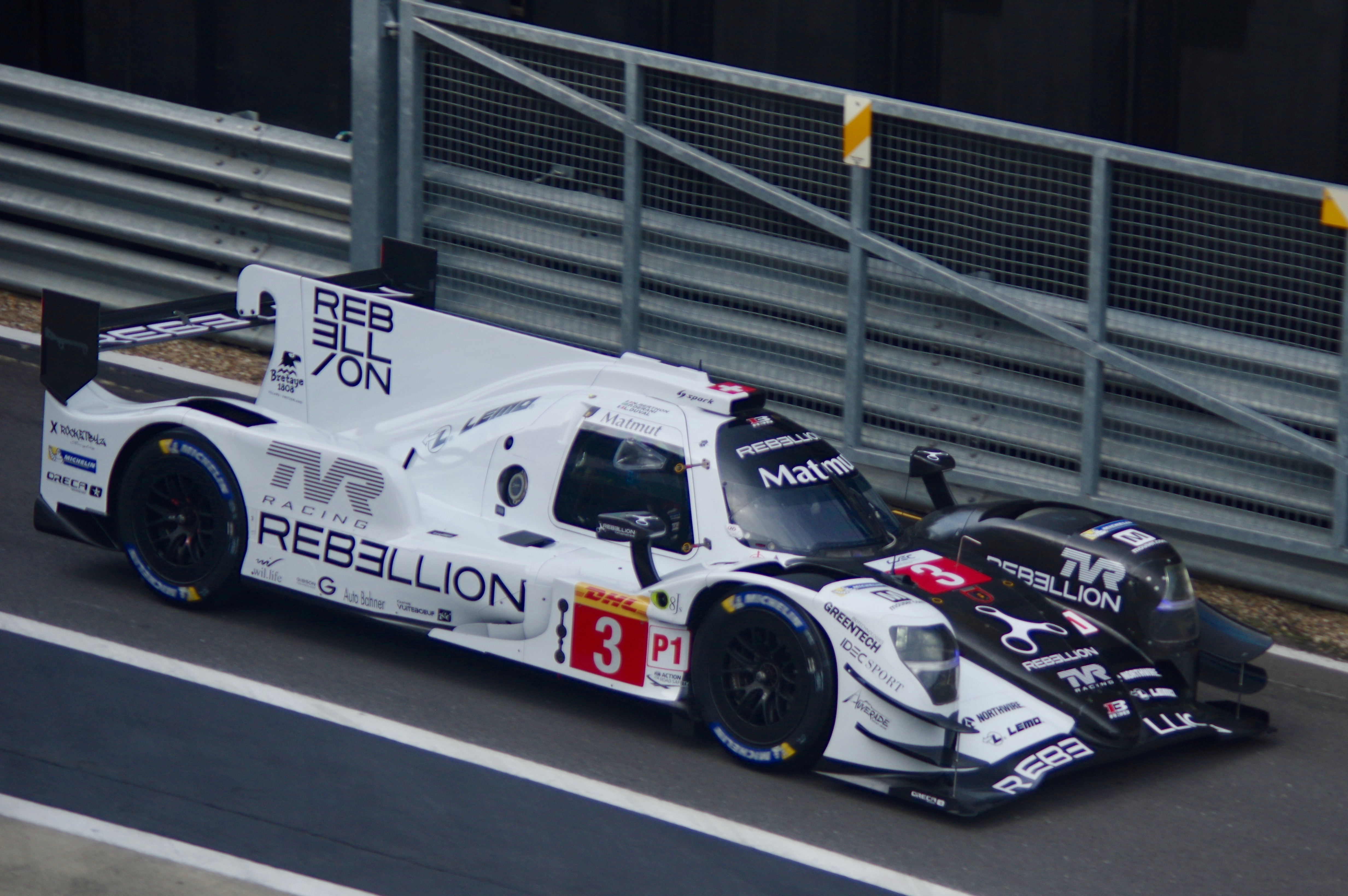
レべリオン・R13 3号車(2019年）

2019年-2020年のシーズンはメンバーを変更。離脱したジャニとロッテラーに代えて、メネゼスが1号車へ移り、新たにノーマン・ナトがレギュラーメンバーとして加入した。予選及びレースではサクセス・ハンディキャップの助けもあり、第4戦上海と第5戦ローンスター・ル・マン(COTA)で勝利した。
2020年はチームオーナー兼プレジデントのアレクサンドル・ペシが、ロマン・デュマが率いるチームRDリミテッドがプジョー・3008 DKRをベースに開発した『レベリオンDXXバギー』のステアリングを自ら握り、ダカール・ラリーにも参戦。TOYOTA GAZOO Racingで前年総合優勝を果たしたナッサー・アル＝アティヤ/マシュー・バウメル組から指導を受けた甲斐あって、ルーキークラス3位、ガソリン二輪駆動車クラス11位で完走を果たした。
このように精力的な活動を行ってきたレベリオンは一時はプジョーとハイパーカー規定で提携することも正式に発表されていたが、ダカール初参戦直後の2020年2月13日、突如として「ブランド戦略の方針転換」を理由に同年のル・マンを最後にモータースポーツを含むすべてのスポーツビジネスを終了することを発表。その後バーレーン戦まで継続する予定であったが実際にはエントリーをせず、結果的にはル・マンで15年に渡るモータースポーツの歴史に幕を下ろした。

### WEC撤退後
しかし2020年4月に、CEOのカリム・ブハドラはダカールやグループGT3で活動を続ける可能性を示唆した。GT3は実現していないが、ダカールラリーはその言葉通り現在も活動が行われている。2022年は水素自動車の開発を目論むシリル・デプレを支援し、2023年は独自開発のバギーを放棄して2台のワークススペックのGRダカールハイラックスT1+を得て参戦した。
時計事業でもモータースポーツ業界への関与を続けており、2020年3月からブランパンに代わってGTワールドチャレンジの公式タイムキーパーを務めている。同年途中には日本展開も表明し、全日本スーパーフォーミュラ選手権に参戦するBuzz Racing Team with B-Max、及びスーパー耐久に参戦するAudi Team Marsのスポンサーにも就任した。また2022年よりWRCに参戦する勝田貴元の個人スポンサーにも就任している。
R13は、LMP1にステップアップしたアルピーヌが新規則のLMH/LMDhまでの繋ぎとしてWEC参戦マシンとして流用され、2021年ル・マンで3位表彰台を獲得している。

## 戦績

### ル・マン24時間レース
| 年   | チーム                                                | 車両                                        | クラス | No. | ドライバー                                                                  | 周回数 | 総合順位 | クラス順位 |
| ---- | ----------------------------------------------------- | ------------------------------------------- | ------ | --- | --------------------------------------------------------------------------- | ------ | -------- | ---------- |
| 2008 | スピーディ・レーシングチーム セバー・オートモーティブ | ローラ・B08/80 ジャッド DB 3.4 L V8         | LMP2   | 33  | スティーブ・ザッキア アンドレア・ベリッキ ザビエル・ポンピドゥー            | 194周  | DNF      | DNF        |
| 2008 | スピーディ・レーシングチーム                          | スパイカー・C8 ラヴィオレット GT2-R         | GT2    | 94  | アンドレア・キエーザ イラジ・アレクサンダー ベンジャミン・ロイエンバーガー  | 72周   | DNF      | DNF        |
| 2009 | スピーディ・レーシングチーム セバー・オートモーティブ | ローラ・B08/60 アストンマーティン 6.0 L V12 | LMP1   | 13  | アンドレア・ベリッキ ニコラ・プロスト ニール・ジャニ                        | 342周  | 14位     | 12位       |
| 2009 | スピーディ・レーシングチーム セバー・オートモーティブ | ローラ・B08/80 ジャッド DB 3.4 L V8         | LMP2   | 33  | ベンジャミン・ロイエンバーガー ザビエル・ポンピドゥー ジョニー・ケイン      | 343周  | 12位     | 2位        |
| 2010 | レベリオン・レーシング                                | ローラ・B10/60 レベリオン 5.5 L V10         | LMP1   | 12  | ニコラ・プロスト ニール・ジャニ マルコ・アンドレッティ                      | 175周  | DNF      | DNF        |
| 2010 | レベリオン・レーシング                                | ローラ・B10/60 レベリオン 5.5 L V10         | LMP1   | 13  | ジャン＝クリストフ・ブイヨン アンドレア・ベリッキ ガイ・スミス              | 143周  | DNF      | DNF        |
| 2011 | レベリオン・レーシング                                | ローラ・B10/60 トヨタ RV8KLM 3.4 L V8       | LMP1   | 12  | ニコラ・プロスト ニール・ジャニ ジェロエン・ブリークモレン                  | 338周  | 6位      | 6位        |
| 2011 | レベリオン・レーシング                                | ローラ・B10/60 トヨタ RV8KLM 3.4 L V8       | LMP1   | 13  | アンドレア・ベリッキ ジャン＝クリストフ・ブイヨン ガイ・スミス              | 190周  | DNF      | DNF        |
| 2012 | レベリオン・レーシング                                | ローラ・B12/60 トヨタ RV8KLM 3.4 L V8       | LMP1   | 12  | ニコラ・プロスト ニック・ハイドフェルド ニール・ジャニ                      | 367周  | 4位      | 4位        |
| 2012 | レベリオン・レーシング                                | ローラ・B12/60 トヨタ RV8KLM 3.4 L V8       | LMP1   | 13  | アンドレア・ベリッキ ジェロエン・ブリークモレン ハロルド・プリマ            | 350周  | 11位     | 7位        |
| 2013 | レベリオン・レーシング                                | ローラ・B12/60 トヨタ RV8KLM 3.4 L V8       | LMP1   | 12  | ニコラ・プロスト ニック・ハイドフェルド ニール・ジャニ                      | 275周  | 39位     | 7位        |
| 2013 | レベリオン・レーシング                                | ローラ・B12/60 トヨタ RV8KLM 3.4 L V8       | LMP1   | 13  | マティアス・ベシェ アンドレア・ベリッキ チェン・コンフー                    | 275周  | 40位     | 8位        |
| 2014 | レベリオン・レーシング                                | レベリオン・R-One トヨタ RV8KLM 3.4 L V8    | LMP1-L | 12  | ニコラ・プロスト ニック・ハイドフェルド マティアス・ベシェ                  | 360周  | 4位      | 1位        |
| 2014 | レベリオン・レーシング                                | レベリオン・R-One トヨタ RV8KLM 3.4 L V8    | LMP1-L | 13  | アンドレア・ベリッキ ファビオ・ライマー ドミニク・クライハマー              | 73周   | DNF      | DNF        |
| 2015 | レベリオン・レーシング                                | レベリオン・R-One AER P60 2.4 L ターボ V6   | LMP1   | 12  | ニコラ・プロスト ニック・ハイドフェルド マティアス・ベシェ                  | 330周  | 23位     | 10位       |
| 2015 | レベリオン・レーシング                                | レベリオン・R-One AER P60 2.4 L ターボ V6   | LMP1   | 13  | アレキサンドレ・インペラトーリ ドミニク・クライハマー ダニエル・アプト      | 336周  | 18位     | 9位        |
| 2016 | レベリオン・レーシング                                | レベリオン・R-One AER P60 2.4 L ターボ V6   | LMP1   | 12  | ニコラ・プロスト ニック・ハイドフェルド ネルソン・ピケJr.                   | 330周  | 29位     | 6位        |
| 2016 | レベリオン・レーシング                                | レベリオン・R-One AER P60 2.4 L ターボ V6   | LMP1   | 13  | ドミニク・クライハマー アレキサンドレ・インペラトーリ マッテオ・トゥシェ    | 200周  | DNF      | DNF        |
| 2017 | ヴァイヨン・レベリオン                                | オレカ・07 ギブソン GK428 4.2 L V8          | LMP2   | 13  | ネルソン・ピケJr. マティアス・ベシェ デイヴィッド・ハイネマイヤー・ハンソン | 364周  | DSQ      | DSQ        |
| 2017 | ヴァイヨン・レベリオン                                | オレカ・07 ギブソン GK428 4.2 L V8          | LMP2   | 31  | ブルーノ・セナ ニコラ・プロスト ジュリアン・カナル                          | 340周  | 16位     | 14位       |
| 2018 | レベリオン・レーシング                                | レベリオン・R13 ギブソン GL458 4.5 L V8     | LMP1   | 1   | アンドレ・ロッテラー ニール・ジャニ ブルーノ・セナ                          | 375周  | 4位      | 4位        |
| 2018 | レベリオン・レーシング                                | レベリオン・R13 ギブソン GL458 4.5 L V8     | LMP1   | 3   | マティアス・ベシェ グスタヴォ・メネゼス トーマス・ローラン                  | 376周  | 3位      | 3位        |
| 2019 | レベリオン・レーシング                                | レベリオン・R13 ギブソン GL458 4.5 L V8     | LMP1   | 1   | アンドレ・ロッテラー ニール・ジャニ ブルーノ・セナ                          | 376周  | 4位      | 4位        |
| 2019 | レベリオン・レーシング                                | レベリオン・R13 ギブソン GL458 4.5 L V8     | LMP1   | 3   | マティアス・ベシェ グスタヴォ・メネゼス トーマス・ローラン                  | 370周  | 5位      | 5位        |
| 2020 | レベリオン・レーシング                                | レベリオン・R13 ギブソン GL458 4.5 L V8     | LMP1   | 1   | グスタヴォ・メネゼス ノーマン・ナト ブルーノ・セナ                          | 382周  | 2位      | 2位        |
| 2020 | レベリオン・レーシング                                | レベリオン・R13 ギブソン GL458 4.5 L V8     | LMP1   | 3   | ナタナエル・ベルトン ルイ・デレトラズ ロマン・デュマ                        | 381周  | 4位      | 4位        |